# Larrpana collessi
Larrpana collessi är en tvåvingeart som beskrevs av Christine Lynette Lambkin och Yeates 2003. Larrpana collessi ingår i släktet Larrpana och familjen svävflugor. Inga underarter finns listade i Catalogue of Life.